# Stanstead-Est
Stanstead-Est est une municipalité du Québec (Canada) située à l'extrémité ouest de la municipalité régionale de comté (MRC) de Coaticook en Estrie à 35 kilomètres au sud-ouest de la ville de Sherbrooke. Au cœur des Appalaches, la municipalité est délimitée par la ville de Stanstead et la frontière canado-américaine au sud. Elle est traversée par la route 143

## Histoire
La municipalité est détachée de la ville de Stanstead en 1932.

## Géographie
La Rivière Tomifobia traverse le sud et le nord-ouest de la municipalité.

## Démographie
| 1991 | 1996 | 2001 | 2006 | 2011 | 2016 | 2021 |
| ---- | ---- | ---- | ---- | ---- | ---- | ---- |
| 686  | 668  | 661  | 628  | 603  | 584  | 642  |

## Administration
Les élections municipales se font en bloc pour le maire et les six conseillers.
| Stanstead-Est Maires depuis 2001                                                                                     |                 |         |          |
| Élection | Maire           | Qualité | Résultat |
| 2001 | Harvey Lothrop  |         | Voir     |
| 2005 | Guy Lefebvre    |         | Voir     |
| 2009 | Guy Lefebvre    | Voir    |          |
| 2013 | Gilbert Ferland |         | Voir     |
| 2017 | Gilbert Ferland | Voir    |          |
| 2021 | Pamela B. Steen |         | Voir     |
| Élection partielle en italique Depuis 2005, les élections sont simultanées dans toutes les municipalités québécoises |                 |         |          |

## Attraits touristiques

### Circuits Découverte
Depuis 2004, la municipalité de Stanstead-Est fait partie du Circuit Découverte, À la rencontre d’un vaste champ de cultures, qui permet aux visiteurs de découvrir les différents attraits des municipalités de Saint-Herménégilde et Dixville.
Les attraits patrimoniaux de Stanstead-Est comme son site d'interprétation ses monuments de granite, construits en l'honneur des vétérans de la Première guerre mondiale, et son site ornithologique y sont présentés.

### La Voie des Pionniers
Depuis 2012, la Voie des Pionniers compte un arrêt à Saint-Herménégilde. En effet, la Table de concertation culturelle de la MRC de Coaticook, créatrice du projet, et les responsables de la municipalité ont choisi d'intégrer à son tracé la silhouette de John Cass, membre-fondateur de la municipalité.